# Silos (Colômbia)
Silos é um município da Colômbia, localizado no departamento de Norte de Santander.